# 臺灣府儒考棚

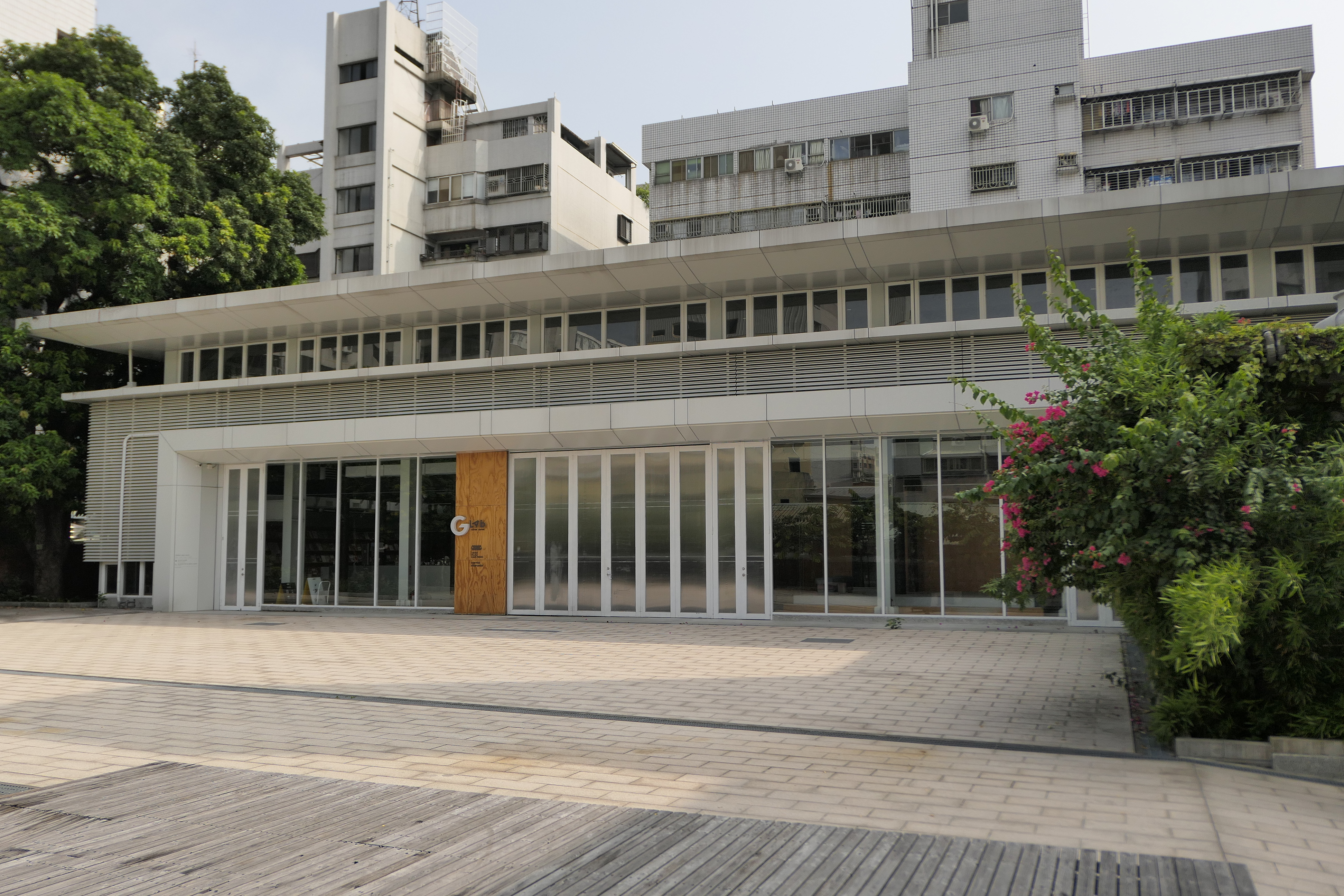
臺灣府儒考棚x 中島GLAb，修復後外觀，建物被包覆為室內展演空間

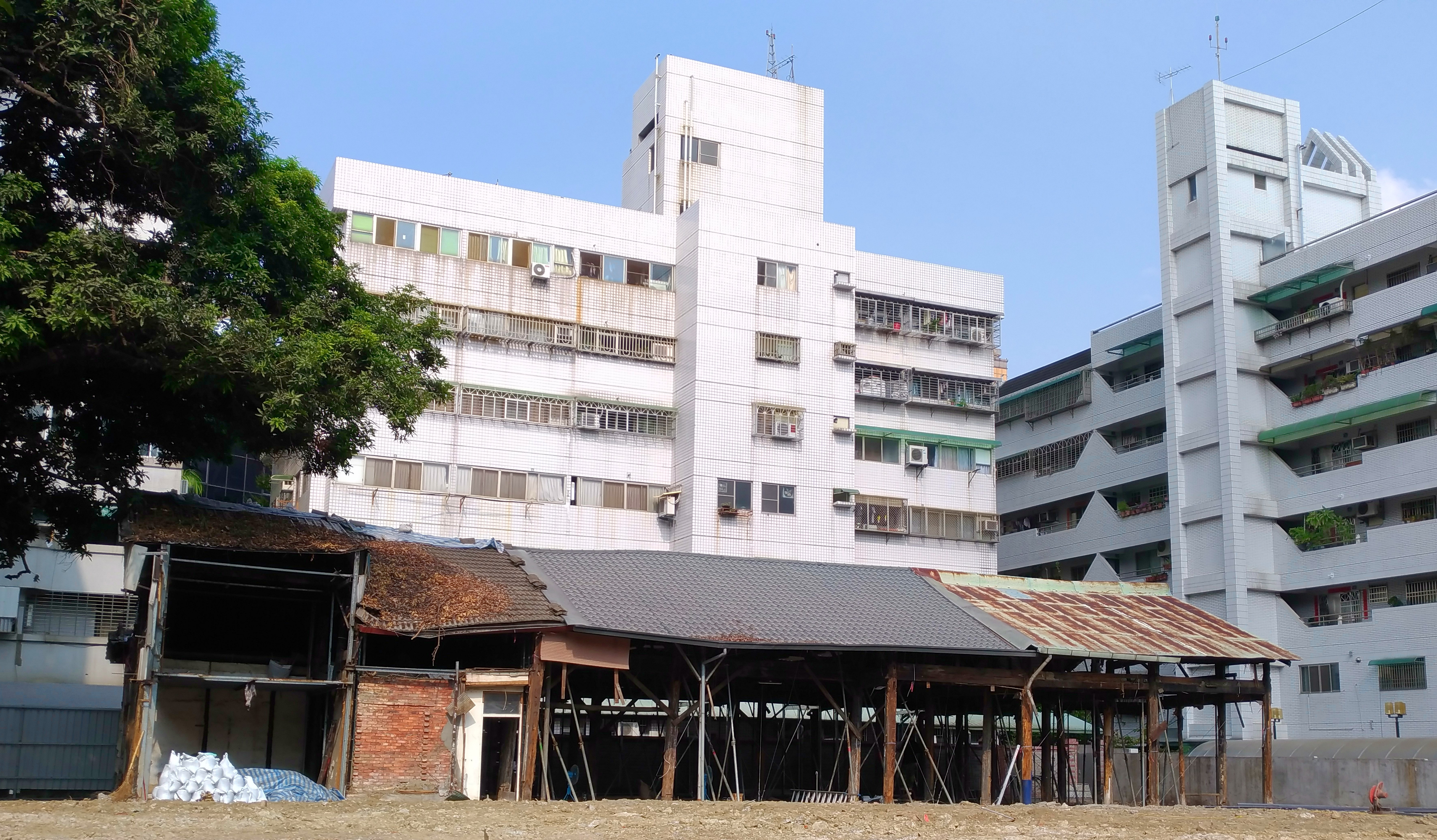
儒考棚與三民新村2017年10月修復與拆除工程

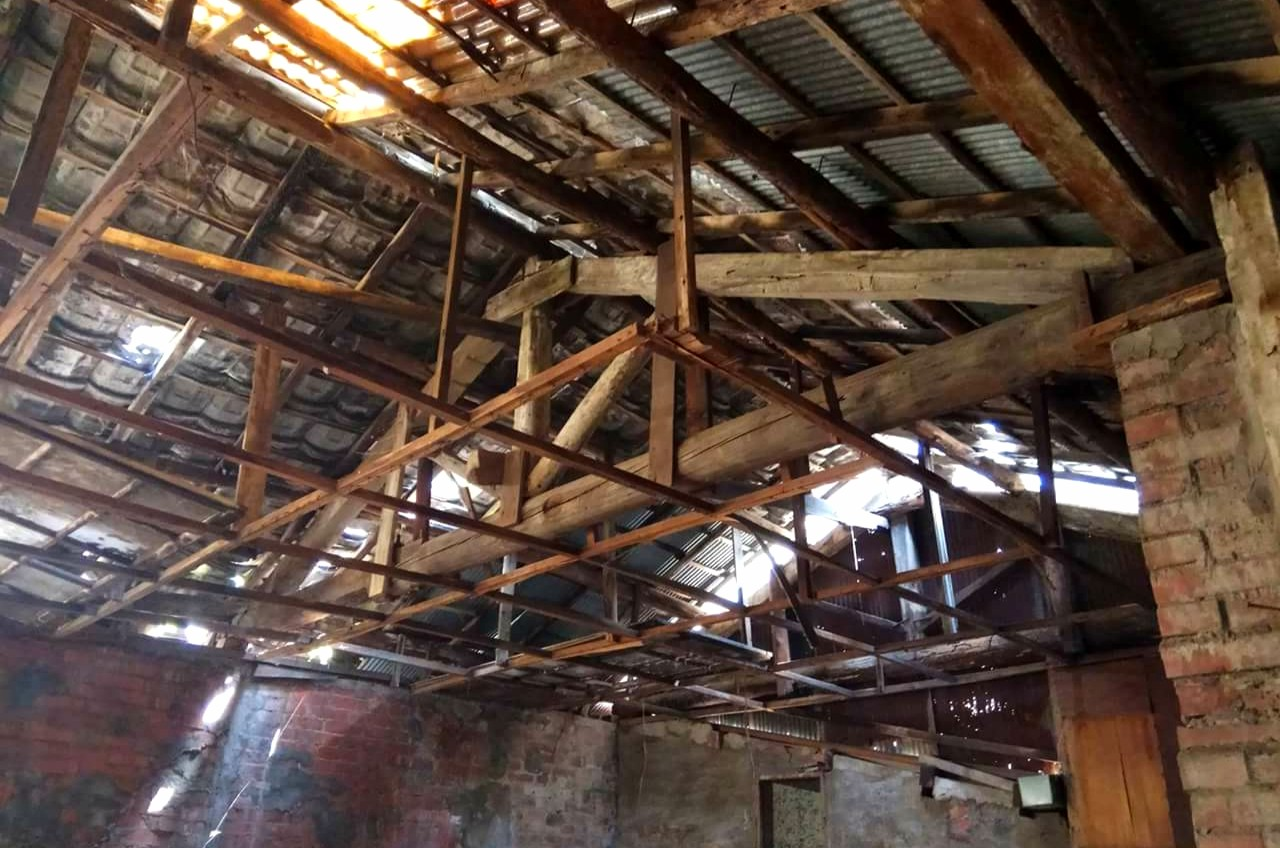
儒考棚屋樑2017年時情況

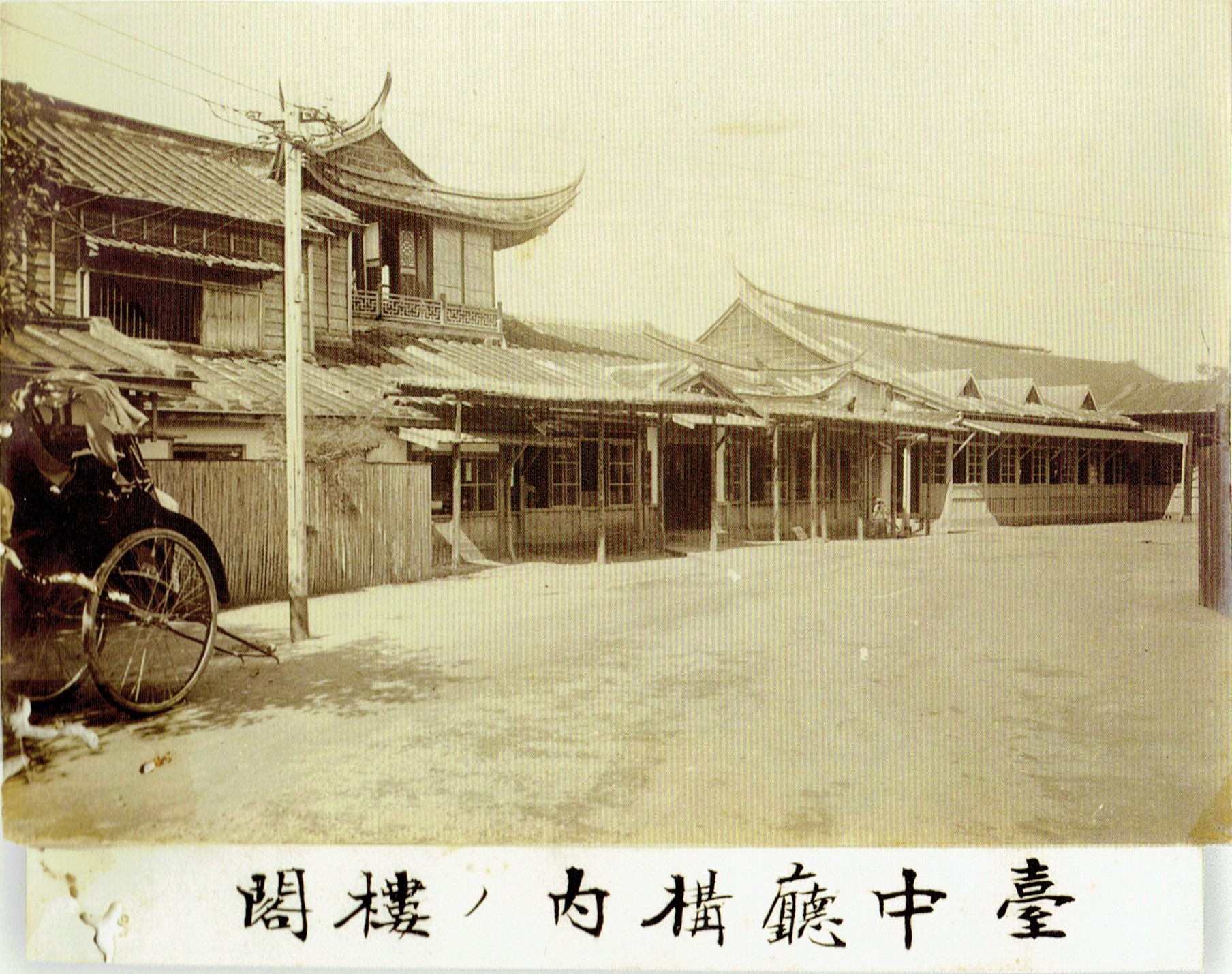
日治初期的考棚曾做為臺中廳廳舍

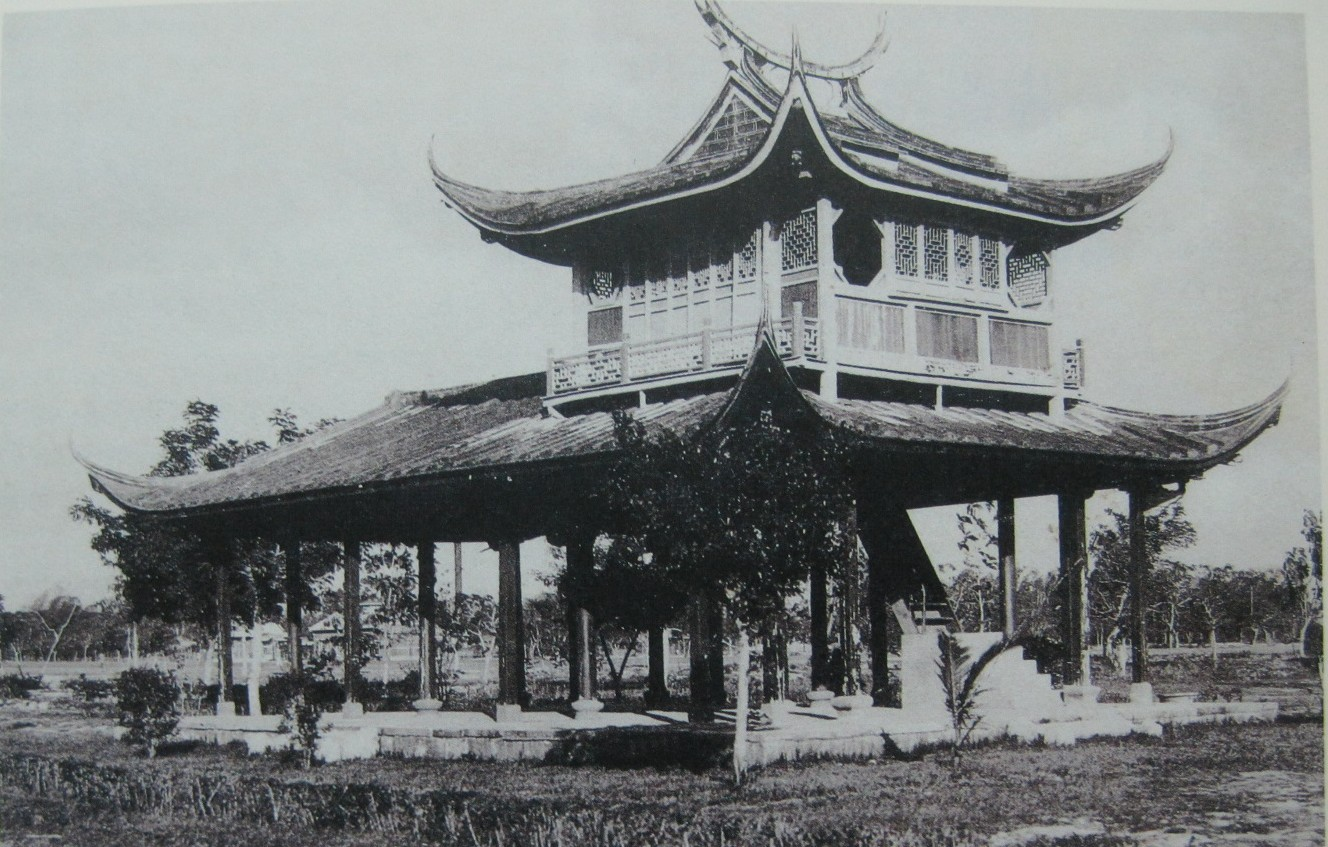
儒考棚主樓湧泉閣（日治時期遷至水源地公園水浴場與野球場之間，1950年代塌毀）

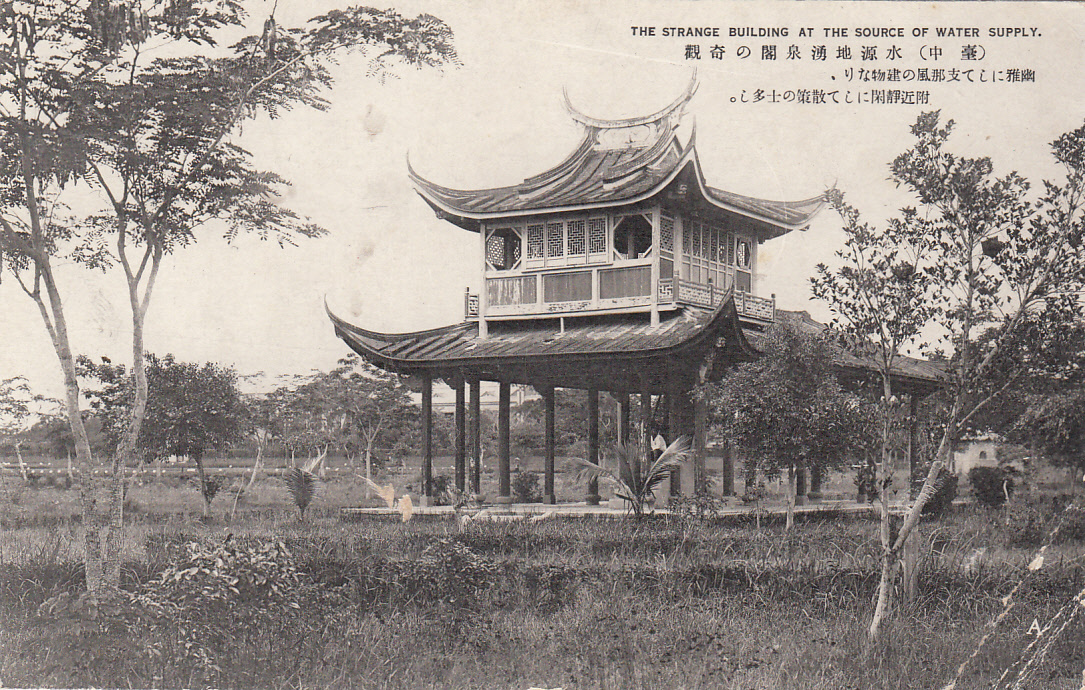
日治時期的湧泉閣

臺灣府儒考棚（又稱臺灣省城儒考棚）原為清光緒十七年新建省會臺灣府小北門街內建築群之一，俗稱「考棚」，為臺灣僅存的考棚建物以及現存少有的清朝官署建築，尺度、工法及用材均極為罕見，位於臺中市西區，於2006年11月17日公告為市定古蹟。

## 歷史

### 清治時期
光緒十三年（1887年）劉銘傳來臺勘察後，確定選擇橋仔頭作為省會，亦為臺灣府府治所在，周圍改為臺灣縣，而原臺灣府與臺灣縣則改成臺南府安平縣。光緒十五年（1889年）八月始，由臺灣府臺灣縣知縣黃承乙監造、吳鸞旂為總理，工人則主要來自兵勇，另外還有從上海招募來的50名木工與泥水匠師。築城費用共21萬5000銀兩，由彰化、苗栗、雲林、臺灣四縣的經費分攤。然而城尚未築完，便於光緒十七年（1891年）二月停工，而接任劉銘傳的邵友濂更是在光緒二十年（1894年）二月將省會移到臺北府，之後因經費不足，直到乙未割臺時城池仍處於未完工狀態。

### 日治時期
1895年12月5日，民政支部由彰化移到台中，第一代的臺灣縣知事兒玉利國即將臺灣儒考棚作為會議室使用。1896年3月底，臺灣縣改制為臺中縣，為了增建台中縣廳廳舍，臺灣儒考棚改由警察部事務所使用，樓上作為重要事件的審議所。1901年11月，台中縣改制為臺中廳。1913年2月，台中廳廳舍動工，故陸續拆除舊時廳舍，剩餘現址作為警察俱樂部而得以保留至今。木造兩層樓的考棚主樓建築則無償讓與臺中市役所，並在1924年9月5日將移地至水源地公園改建，於同年11月5日竣工；時任台中州知事本山文平將其命名為「湧泉閣」。

### 戰後
1950年代，在水源地公園內的考棚主樓因年久失修崩毀而被拆除，至今無跡可尋。台中州廳旁的考棚則是遭民眾占用，台中市政府直到2009年才取得土地所有權。2006年11月17日臺中市文化局將其登錄為市定古蹟，2014年11月11日臺中市文化資產處公告擴大保存範圍。2017年9月儒考棚與緊鄰的三民新村開始進行古蹟修復與週邊景觀改造工程，並在2019年12月修復完工，建物被包覆為室內展演空間與咖啡館。

## 建築特色
省城
臺灣省城的城牆接近八角形，厚1丈5尺，而城門高1丈5尺3寸。城垣實際完成部分為大北門經小北門到西門這段約650丈長的部分，此外大多僅築成150公分高的牆基。城門部分則共有八門四樓，分別是大東門「靈威門朝陽樓」、小東門「艮安門」、大西門「兌悅門聽濤樓」、小西門「坤順門」、大南門「離照門鎮平樓」、小南門「巽正門」、大北門「坎孚門明遠樓」、小北門「乾健門」，此外在大北門外還設有接官亭。當時在城內部分則建有臺灣縣署、文廟、儒考棚、演武廳、城隍廟等建築。
儒考棚
建築主體為五開間，均為福州木構架工法之官署格局作法，正間抬梁，左右次間穿斗，前後有軒，圓形柱珠，設色以黑漆為主，二側有附屬房舍，並殘留有台灣日治時期遷建後之加設隔板構造痕跡。

## 外部連結
- 臺灣府儒考棚×中島Glad （页面存档备份，存于）